# Robert Freund
Pour les articles homonymes, voir Freund.
 (décembre 2020).
Si vous disposez d'ouvrages ou d'articles de référence ou si vous connaissez des sites web de qualité traitant du thème abordé ici, merci de compléter l'article en donnant les références utiles à sa vérifiabilité et en les liant à la section « Notes et références ».
Robert Freund, né le 18 juin 1932 à Vienne en Autriche, est un corniste autrichien.

## Biographie
Né à Vienne, Robert Freund s’est enthousiasmé pour la musique dès son plus jeune âge. Envoyé en Suisse par la Croix-Rouge suisse après la Seconde Guerre mondiale, il fut éduqué à la Stiftsschule Engelberg (de) (1946-53) et y joua différents instruments dont la trompette. De retour à Vienne, R. Freund tente le concours d’entrée au Conservatoire pour y étudier la trompette, mais le jury sait le convaincre de choisir « le cor, bien plus recherché ». Il débute alors ses études auprès de Franz Koch et dès l’automne 1955, auprès de Gottfried von Freiberg (de) à l’Académie de musique de Vienne.
La musique étant alors considéré comme gagne-pain incertain, pour gagner sa vie, Robert Freund suit une formation à l’École hôtelière et étudie en même temps l’interprétation (français et anglais) à l’Université de Vienne. Grâce à ses compétences linguistiques, il devient guide diplômé de la Ville de Vienne en 1958 et exerce cette activité pendant près de 40 ans, à côté de ses études et de sa pratique d’orchestre.
Dès janvier 1959, avant même de terminer ses études du cor, R. Freund est engagé comme premier cor à la Philharmonia Hungarica, l’orchestre de musiciens professionnels hongrois réfugiés à Vienne. Avec eux, il effectue ses premières tournées qui le mènent en Italie, au Canada et aux États-Unis. Entre 1959 et 1967, il joue en tant que premier corniste à l’Orchestre de Basse-Autriche (Niederösterreichisches Tonkünstlerorchester) et à l‘orchestre du Burgtheater (1960-66). De 1967 à 1982, il est premier corniste soliste à l’Orchestre symphonique de Vienne sous la direction d‘Eugen Jochum, Carlo Maria Giulini, Wolfgang Sawallisch, Josef Krips, Erich Leinsdorf, Karl Böhm, Horst Stein, Christoph Eschenbach, Mstislav Rostropovitch, Hans Swarowsky, Lovro von Matacic et Guennadi Rojdestvenski. Entre 1961 et 1967, R. Freund fait partie du Eichendorff Quintett. De 1967 à 1982, il est membre du Wiener Bläserquintett (quintette à vent viennois) avec de nombreuses tournées au Moyen-Orient, en Allemagne, France, Angleterre, Suisse et Hongrie. Entre 1971 et 1978, il s’est produit avec l’ensemble de musique duodénale „die reihe“ (de). Entre 1984 et 1990, il fit partie du Vienna Academy Ensemble (Wolfgang Poduschka) lors de ses voyages annuels à Nagano, au Japon. En tant que soliste, R. Freund s’est produit dans le cadre du Festival de Vienne (Wiener Festwochen), au Festival de Montreux et au Festival de Salzbourg. Comme premier corniste, il participe aux tournées d’autres orchestres sous la direction de Carlos Kleiber, Karl Böhm, Christoph von Dohnányi et Karajan. (ex. l’Orchestre philharmonique de Vienne – Japon 1977).
Parallèlement, il fut professeur de cor au Conservatoire de musique de Vienne (1970-1997), fonda une classe de cor à Oberschützen (rattachée à l’Université de Musique de Graz) et enseigna à l'Université de musique et d'art dramatique de Graz (de) de 1982–1997.
Robert Freund a conçu et rédigé une Méthode de cor pour jeunes débutants, en trois volumes, en allemand et anglais (Edition Doblinger (de), Vienne) ainsi qu’une Méthode de rhythmique pour débutants (Edition Doblinger, Vienne). En 2019, il a initié la publication de la Musique funéraire extraite de l'Adagio de la symphonie no. 7 d'Anton Bruckner en quatre versions différentes (by Löwe, Stiegler et Freiberg). Un article sur ses recherches a été publié par la Société internationale Bruckner en décembre 2019. En 2020, Robert Freund a rédigé une biographie critique sur son professeur Gottfried von Freiberg, presque 60 ans après sa mort. Freund demeure jusqu’à ce jour un fervent défenseur du son typiquement viennois et de la tradition musicale héritée de ses illustres prédecesseurs.
Robert Freund est membre de la International Horn Society.

## Concerts en soliste
12/03/1964 : Richard Strauss, concerto pour cor no. 1 (orchestre du Linzer Konzert Verein, Leopold Mayer (de)), Linz
07-10/03/1965 : W.A. Mozart, concerto pour cor no. 4 (NÖTK, Carlo Zecchi), Vienne Musikverein (4x)
15/01/1967 : W.A. Mozart, concerto pour cor no. 4 (NÖTK, Carlo Zecchi)
06/05/1967 : Richard Strauss, concerto pour cor no. 2 (NÖTK, Guschlbauer), Linz
21/05/1967 : W.A. Mozart, concerto pour cor no. 4 (NÖTK, Koslik), Sankt Pölten
3/12/1974 : W.A. Mozart, concerto pour cor no. 3 (Orchestre de chambre de Vienne, Stein), Konzerthaus, Wien
30/05/1980 : Richard Strauss, concerto pour cor no. 1 (orchestre de Kapfenberg), Kapfenberg
31/03/1981 : Kurt Schwertsik, concerto pour cor des Alpes, enregistrement ORF Graz
07/06/1980 : Festival de Vienne, Johannes Brahms, trio pour piano, violon et cor en mi bémol majeur opus 40 au cor naturel, avec Josef Suk (Stradivari) et Elisabeth Leonskaja (au piano à queue de Brahms). Musikverein Vienne, salle de Brahms
26/04/1981 : Josef Haydn, concerto pour cor no. 1 (Orchestre de chambre Oberschützen, Auersperg), Eisenstadt
13/10/1985 : Au cor naturel. Beethoven, sonate pour cor, et Johannes Brahms, trio pour piano, violon et cor. Vienne, Musée des instruments, Hofburg, Petermandl (piano), piano à queue de Beethoven, M. Schnitzler (violon)
Avril 1987 : Leopold Mozart, Sinfonia Pastorella pour cor des Alpes et orchestre à cordes (Orchestre de chambre de Vienne, Prikopa), Linz
Décembre 1991 : Leopold Mozart, Sinfonia Pastorella pour cor des Alpes et orchestre à cordes (Orchestre symphonique de Göttingen, Simonis), Göttingen

## Créations
Quatre créations de concertos pour cor modernes : Karl Pilss, Paul Walter Fürst, Otto Schneider et Kurt Schwertsik : concerto pour cor des Alpes, 15/17 mai 1977 (Tamsweg et Musikverein Vienne), Orchestre de Basse-Autriche, Simonis.

## Enregistrements
W.A. Mozart, concertos pour cor no. 1 et 3. Orchestre symphonique de Basse-Autriche, dir. Wilfried Böttcher · Robert Freund. Concert Hall – SMS 2484. Vinyle, 1967
W.A. Mozart, concertos pour cor no. 2 et 4. N.Ö. Orchestre symphonique de Basse-Autriche, dir. Karl Österreicher · Robert Freund. Concert Hall – SMS 2655[2]. Vinyle, 1967
Franz Schubert, Auf dem Strom - Anton Dermota, Hilda Dermota, Robert Freund. Preiser Records, SPR 3292[3]. Vinyle, 1978
Georg Philipp Telemann, Musique de table. Concerto en mi bémol majeur pour deux cors, cordes et continuo. Orchestre de Basse-Autriche, Vienne sous Dietfried Bernet (de). Hilde Langfort (continuo), Robert Freund (1er cor), Hannes Sungler (2e cor). Musical Heritage Society – MHS 641/642. Vinyle, 1966

## Œuvres imprimées
Éditeur d’une Méthode de cor pour jeunes débutants en trois volumes (en allemand et anglais). Edition Doblinger
- Waldhornschule 1[12] pour jeune débutant, manuel (avec partitions), DOBL 5612. 2002 (ISMN 979-0-05005-357-0) Première édition D. 15. 329 - 1977
- Waldhornschule 2[13] pour jeune débutant, manuel (avec partitions), DOBL 5613. 2002. (ISMN 979-0-01215-866-0) Première édition D. 15. 866 - 1978
- Waldhornschule 3a[14], études classiques faciles à moyennes. Manuel (avec partitions), DOBL 5616. 2002 (ISMN 979-0-012-17270-3)
- Waldhornschule 3b[15], études classiques faciles à moyennes. Manuel (avec partitions), DOBL 5616. 2002 (ISMN M-012-17271-0) Première édition D. 16. 058

I Get Rhythm. Rhythmusschule (Méthode de rhythmique) pour débutants. Edition Doblinger (de), Vienne. DOBL 5614, 2002. (ISMN 979-0-012-16058-8). Publication d'origine : Rhythmusschule, D. 16.058 Numéro d'identification Doblinger: 05 614. 1980
20 Volkslieder - Leichte Trios für 3 Hörner (oder andere Instrumente im Violinschlüssel). Arrangements : Robert et Guta Freund. Edition: Ludwig Doblinger, Vienne et Munich, D. 17.318 Première édition 1988 : Numéro d'identification Doblinger: 05 623.
Société internationale Bruckner, Mitteilungsblatt 93: article en allemand «Bearbeitungen des Adagios aus der VII. Symphonie von Anton Bruckner und einiges Drumherum aus der gar nicht wissenschaftlichen Feder eines Orchestermusikers», décembre 2019.
Robert Freund et al., Adagio de la 7e symphonie d'Anton Bruckner dans les versions Ferdinand Löwe (18 voix), Karl Stiegler (9 voix) et Gottfried von Freiberg (8 et 5 cors respectivement). LANOLINO MUSIKVERLAG, LMV-019, 020, 021, 022, St. Pölten-Pottenbrunn, 2019.
Gottfried von Freiberg. Hornist – Lehrer – Vorbild. Biographie auto-publiée, Vienne 2020.

## Autres ouvrages
Schwyzerdütsch wurde zu meiner zweiten Muttersprache, in: Verschickt in die Schweiz, Kriegskinder entdecken eine bessere Welt. Coll. Damit es nicht verlorengeht .... Anton Partl, Walter Pohl (éditeurs), Edition Böhlau Vienne, 2005.